# 田中完
田中完（1964年2月3日—）是日本的男性聲優、舞台演員。東京都出身。所屬81 Produce。
多數演出鈴置洋孝演出的舞台劇。

## 演出作品

### 電視動畫
1998年
- 機甲發明小子（修博士、主持人、甘迪安）
- 浪人劍心 -明治劍客浪漫譚-（縣令）

1999年
- 葛瑞格利驚悚秀 末班列車（笨蛋）
- 機獸（蓋爾、老闆、神父、老人、保安官）
- 機甲發明小子（修博士）

2000年
- 快感指令（監督、事務所社長）
- 幽浮寶貝（駒田玉惠、鋼鐵人類、主持人、宅配員、保鑣、馬鈴薯 等）
- 多芝和可莉的故事（本左衛門、紫男、旁白、手須田）
- 神奇寶貝（圈圈熊、發電所職員）

2001年
- 鋼鐵天使2式（總理大臣）
- 上班族金太郎（黑崎、課長、司機、山本 其他）
- 基因攻防戰（元老院・艾維斯）
- 機獸新世紀0（戎克屋、牽牛星的客人、老闆）
- NOIR（森、醫生、情報人、重要人物、老人、司機）

2002年
- 五九戰記（弗里甘斯A）
- 2002之王（黑崎）
- 決鬥王（路特博士（假面之男））
- .hack//SIGN（咒語使者）
- 火影忍者（岩魚）
- 爆鬥宣言大鋼彈（男子A）
- 鋼鐵偵探J（卡洛爺爺）
- 魔力女管家〜更美麗的事物〜（幹部A）
- 超齡細公主（歷史老師、醫生）

2003年
- AVENGER（事務官、科學家B）
- 最遊記RELOAD（明珍）
- 魁！！天兵高校（司機）
- 獸兵衛忍風帖 龍寶玉篇（村人、武士B）
- .hack//黃昏的腕輪傳說（醫生A）
- 神奇寶貝超世代（花菱）
- 愛的魔法（森校長）

2004年
- 阿嘉莎·克莉絲蒂的名偵探白羅與瑪波（雷德・納基）
- 今日大魔王！（不良男子C）
- 機獸超世紀（老闆、主要飛行員、委員長）
- 網球王子（拉麵店的老爹）
- 決鬥王 命令（路特博士（假面之男））
- 光與水的女神（醫生B）
- 火鳥（職員）
- 異域天使（布萊恩）
- MEZZO（多根梨社長）
- 馳風！競艇王（乙部教授）
- 洛克人EXE Stream（師傅、上司）

2005年
- 幸運女神（角田教授）
- 玻璃假面（2005年）（黒岩）
- 銀牙傳說WEED（虎克）
- 極上生徒會（社長）
- 新釋 真田十勇士（松澤老爺爺）
- 星艦駕駛員（漢斯・蓋歐格・海爾曼）
- 機獸創世紀（金格）
- TSUBASA翼（神像）
- 聖魔之血（管家、官房司祭）
- 蜂蜜幸運草（教授A）
- 魔法少女加奈（播報員的聲音、外國教師）
- 南島的小飛機 巴迪（史坦利）
- 棒球大聯盟 1st season（橫濱的二軍教練）
- MÄR 魔兵傳奇（卡爾迪亞長老）
- 雪之女王（亞曼達的部下）
- 洛克人EXEBEAST（村長）

2006年
- 幸運女神 各自的羽翼（石井）
- 玻璃艦隊（尼可勞斯）
- 新星輝決鬥王 閃耀（路特博士（假面之男））
- 超級機器人大戰OG -Divine Wars-（尚恩・威普瑞）
- 發條武士（俄羅斯人、野狗）
- TSUBASA翼 第2系列（神像）
- 驅魔少年（塔普・多普）
- 南瓜剪刀（祖爺爺）
- 武裝鍊金（士官）
- 棒球大聯盟 2nd season（海堂高中的職員）

2007年
- 機神大戰（鮑瑟）
- 灼眼的夏娜II（“啟導的籟”魁札爾科亞特爾）
- 天翔少女（大戶代治）
- 決鬥王 零（路特博士（假面之男））
- 交響情人夢（大川總太郎）
- 流星洛克人 種族（奧格姆）

2008年
- 狂亂家族日記（老人→去渡去彥）
- 哥爾哥13（康貝爾、安德烈・D・雷諾）
- 稻草男（記者A）
- 楚楚可憐超能少女組（中村、學長）
- 全力兔（審判）
- 泰坦尼亞（賀爾佛）
- 鐵腕女警（刑警）
- 決鬥王 十字（路特博士（假面之男）、魯伯特）
- 超能少女 蘭（留衣的父親）
- 無限之住人（籠屋）

2009年
- 元素獵人（研究員）
- CANAAN（國務卿）
- 豹頭王傳說（卡斯隆）
- 哥爾哥13（刑警）
- 麵包超人（青梗菜（第二代））
- 決鬥王 十字（南十字）
- 潘朵拉之心（蜘蛛型撲克牌）
- 棒球大聯盟 5th season（漩渦、多明尼卡教練、哥多華、古巴敎練、裁判）

2010年
- 決鬥王 驚悚十字（路特博士、南十字、托伊的父親、士官）

2011年
- 超級機器人大戰OG -The Inspector-（尚恩・威普瑞）
- 花開物語（日渡謙治）
- 戰國鬼才傳（加藤景延、酒井忠次、秋月種實）
- 魔乳秘劍帖（雙六）
- 爆漫王。2（矢吹副編輯長）

2012年
- 爆漫王。3（矢吹副編輯長）

2014年
- 魔法科高中的劣等生（牛山）

2015年
- 食戟之靈（雞蛋的德藏）
- 境界之輪迴（虎丸）
- 可塑性記憶（岩井一）

2016年
- 最弱無敗神裝機龍（佐寡·夏魯托斯特）
- 發條精靈戰記 天鏡的極北之星（阿爾夏庫爾特·奇朵拉·卡托沃馬尼尼克）
- Active Raid－機動強襲室第八課－ 2nd（村上議員）
- 機動戰士GUNDAM 鐵血的孤兒 第二期（阿利烏姆）

2017年
- 從前有座靈劍山 通往睿智的資格（王富貴）
- 名侦探柯南（唐桥耕造）
- 黑色推銷員NEW（松岡、課長、導演、老人）
- 咕嚕咕嚕魔法陣（費費）
- THE REFLECTION（クラレンス）

2018年
- 關於我轉生變成史萊姆這檔事（侍衛）
- 黃金神威（呼奇的弟弟）

2019年
- 荒野的壽飛行隊（三爺）
- 一拳超人（腹切）
- 叛逆性百萬亞瑟王（東尼）

2020年
- 巴比倫（ジレ・アッカン）
- 昨日之歌（川島）
- 科學超電磁砲T（所長）

2021年
- 搖曳露營△第二季（男客人）

2022年
- 忍之一時（森山光藏[1]）

### OVA
- 一擊殺蟲！！HOIHOIさん（店長）
- 白色十字架
- 快刀亂麻 THE ANIMATION（官員）
- 新蓋特機器人（黑道、所員）
- 真蓋特機器人V.S.Neo蓋特機器人（司令官、大臣）
- 超級機器人大戰ORIGINAL GENERATION THE ANIMATION（聯邦軍司令部副指令）
- 天翔少女（大戶代治）
- .hack//Liminality（警衛A）
- 菜菜子解體診書（士兵）
- 夫妻成長日記（地板長）
- 普妮普妮☆歩惠美（播報員）
- FLCL（車站內廣播）
- 魔神凱撒（鐵假面隊長）

2012年
- 丹特麗安的書架（約翰·卡拉波斯）

### Web動畫
- 亡念之扎姆德（高官A）

### 劇場版動畫
- 火影忍者劇場版：大活劇！雪姬忍法帖！！（英郎）
- 決鬥王（路特博士）
  - 劇場版決鬥王 黑暗城的魔龍凰
  - 劇場版決鬥王 黒月的神帝
  - 劇場版決鬥王 火焰牽絆XX!!

### 遊戲
- 超級機器人大戰OG系列（尚恩・威普瑞）
- 地球防衛軍3（本部隊長）
- 無限：英雄傳奇（湯瑪斯、柏斯特）

### 外語配音
- 火車頭日記（特羅特先生、英雄）※東京電視台版
- 「法」妻（巴克斯法官（大衛·華洛斯=方特諾））
- 黃石任務（巴恩斯（大衛·溫漢））
- 情人節快樂（哈里遜（派屈克·丹普西））
- 冠軍的早餐（蒙特・拉皮德（歐文·威爾森））
- 神鬼認證：最後通牒（賽門・羅斯（派迪·康斯丁））

### 外國動畫
- 建築師巴布（艾里斯）
- 忍者龜（安蒂蒂）

### 收音機
- 淺草FM

### 特攝
- 忍風戰隊破裏劍者（結界忍者結界坊的聲音）
- 爆龍戰隊暴連者（都靈伊特17號処方製變色龍）

### 舞台劇
鈴置洋孝演出作品
- 看煙霧
- 星團
- 沒做完的夢
- 誰愛誰
- 舊金山的回憶
- 月河
- 不被愛
- 這個美好的世界

雷電
- 雷電準備房間
- 雷電婚宴

劇團岸野組
- 盗夢人 石川五右衛門（平次）
- 清水港異聞 森林石松 1861（桶屋的鬼吉）

## 外部連結
- 81 Produce公開簡歷
- 鈴置洋孝演出官方網站
- 雷電官方網站 （页面存档备份，存于）

1. ↑  . Comic Natalie. 2022-07-22  [2022-07-22] （日语）.